# Priming (psychologie)
Priming označuje kognitivní proces, při kterém podnět z dřívějška ovlivňuje pozdější chování a myšlení jedince, například to, jak později vnímá podobný podnět. Jedná se o příklad automatického uvažování a v mysli člověka k němu dochází neúmyslně a bezděčně.
Autoři Chris Janiszewski a Robert S. Wyer Jr. rozeznávají dva základní typy primingu: obsahový a kognitivní.
Znalosti primingu využívají vedle kognitivních vědců také marketingoví a mediální specialisté.

## Příklady efektu primingu
Ve chvíli, kdy je člověk vystaven určité situaci, se v jeho mozku aktivuje určité schéma – s větší pravděpodobností to je takové schéma, které se vyskytlo nedávno, nebo bylo již v minulosti použito. Tento model vychází z premisy, že mysl člověka automaticky spustí při kontaktu s konkrétním podnětem určité asociace.
Běžným příkladem primingu je fenomén „červeného auta“, podle kterého člověk, který si koupí červené auto, najednou vidí auta této barvy všude. Publikace Vybrané pojmy ze sociální psychologie uvádí jako další příklad následující situaci: "Honza jde po ulici a všimne si, že na lavičce u tramvajové zastávky leží jakýsi muž. Ráno viděl v televizi reportáž o tom, že jistý nemocný muž omdlel, a bez povšimnutí a pomoci kolemjdoucích ležel na ulici. Lidé jej považovali za 'bezdomovce válejícího se na chodníku'. Honza si pomyslí: 'Nestalo se tomuto muži něco podobného? Není nemocný? Neomdlel?' Zhlédnutí televizního pořadu na téma lhostejnosti způsobilo přednastavení Honzy určitým směrem. Příslušné schéma se pak snadněji aktivovalo.

## Základní typy primingu

### Obsahový priming (content priming)
K obsahovému primingu podle autorů Janiszewskiho a Wyera dochází, když vnímání určité informace učiní mentální reprezentaci takové informace či obsahu lépe přístupnou. Větší míra přístupnosti obsahu zvyšuje pravděpodobnost, že daný obsah ovlivní pozdější reakce, názor či volby člověka. Rozlišují se následující typy obsahového primingu (jinými slovy typy asociací, které lze následně měřit): sémantický priming, afektivní priming a behaviorální (konativní) priming.  
Sémantický priming označuje mechanismus, který ovlivňuje vizuální či akustickou identifikaci slov.  V procesu přímého sémantického primingu se jedná se o asociace primárních symbolů s konkrétní věcí; u nepřímého sémantického primingu pak jde o asociaci sekundárních symbolů. Vedle oboru psychologie jsou oba tyto typy sémantického primingu zkoumány také v oblasti reklamy (některé studie například ukazují, že sémantický priming má vliv na spotřebitelské hodnocení produktů a jejich výběr). 
Příkladem sémantického primingu je studie K. A. Brauna, který pomocí propagačních materiálů dokázal ovlivnit zkušenost skupiny lidí. Braun podal respondentům svého výzkumu k ochutnání pomerančový džus nízké kvality a následně jim předložil propagační materiály dané nápojové značky, které je vyzývaly k tomu, aby si představili příjemný prožitek z požití džusu. Kombinace ochutnávky s propagačními materiály měla za následek, že dotázaní následně ohodnotili džus pozitivněji. Častý příklad nepřímého sémantického primingu je využití konkrétních barev pro ovlivnění chování jedince (kupříkladu při tvorbě webových stránek služby nebo produktu využití konkrétních barev navozujících pocit bezpečí a klidu). 
Afektivní priming označuje situaci, kdy je emoce zachycena v paměťovém uzlu, a myšlenky, víra, cíle a konání člověka, které tuto emoci provázely, zůstávají s touto emocí asociovány i v budoucnu. Tímto způsobem mohou emoce určit vnímání obsahu a naopak.  Afektivní priming je popisován jako procedurální varianta sémantického primingu. 
Například v případě agrese může jít o evokování hostilních schémat. „Když například sledujeme film prezentující agresi, evokovaná hostilní schémata mohou způsobit, že neutrální chování jiné osoby v naší přítomnosti během filmu, bezprostředně po něm, nebo v době, když budeme o něm uvažovat, budeme interpretovat jako nepřátelská.“ 
Behaviorální (konativní) priming vychází z předpokladu, že konkrétní druhy fyzického jednání či aktivity mohou ovlivnit postoj člověka a jeho jednání. To, co člověku aktivita asociuje, se v jeho mysli ukládá do sémantické sítě jako určitý koncept (například běhání tímto způsobem asociuje svobodu, rychlost, mobilitu).  V mysli člověka tak dochází k aktivaci určitého schématu, které může mít za následek behaviorální změnu, nejčastěji takové chování, které je konzistentní s obsahem tohoto schématu. 
Přímý behaviorální priming se může projevovat napodobením konkrétní aktivity, kterou člověk pozoruje (například změna výrazu obličeje nebo pohybu těla, či – v oblasti marketingu – konzumního chování). 

### Kognitivní priming
Ke kognitivnímu primingu dochází, pokud zpřístupnění konkrétního kognitivního procesu zvýší pravděpodobnost, že aktér tento proces využije ve svém následujícím konání. Kognitivní proces je zde definován jako mentální akt, který má za následek manipulaci, změnu či reorganizaci obsahu. Příkladem tohoto typu primingu je využití tučného písma na webové stránce. Zvýrazněné pasáže totiž lidské oko snadněji zaznamená. 

## Priming v marketingu
Znalost efektu primingu mohou využít i tvůrci reklamy, například k tomu, aby publiku doručovali taková sdělení, která lépe odpovídají jejich potřebám. Recipienti reklamních sdělení pak zase mohou znalost primingu využít k tomu, aby se bránili manipulaci. 

## Priming v mediální komunikaci
V této oblasti priming označuje proces, při kterém média věnují pozornost některým událostem a jiné ve své agendě vynechávají, čímž ovlivňují kritéria, pomocí nichž příjemci dané události reálně hodnotí.  Jedná se o jednu z hypotéz účinků médií, která je úzce spjatá s agenda settingem, neboli procesem mediálního nastolování agendy ve veřejném diskurzu. 
Důsledek mediálního primingu se projevuje v ovlivnění formování postojů příjemce k zobrazovanému tématu. Teorie účinků médií říká, že zatímco agenda setting určuje, o čem mají příjemci přemýšlet (tedy mediální agenda nastoluje veřejnou agendu), priming ovlivňuje, jakým způsobem příjemci o daných tématech přemýšlí – například z hlediska jejich důležitosti. 